# Klokočevica
Klokočevica är en grotta i Bosnien och Hercegovina.   Den ligger i entiteten Federationen Bosnien och Hercegovina, i den centrala delen av landet, 16 km söder om huvudstaden Sarajevo. Klokočevica ligger 1 347 meter över havet.
Terrängen runt Klokočevica är lite bergig. Runt Klokočevica är det ganska tätbefolkat, med 93 invånare per kvadratkilometer.. Närmaste större samhälle är Sarajevo, 16,4 km norr om Klokočevica. 
I omgivningarna runt Klokočevica växer i huvudsak lövfällande lövskog.